# 许啸天

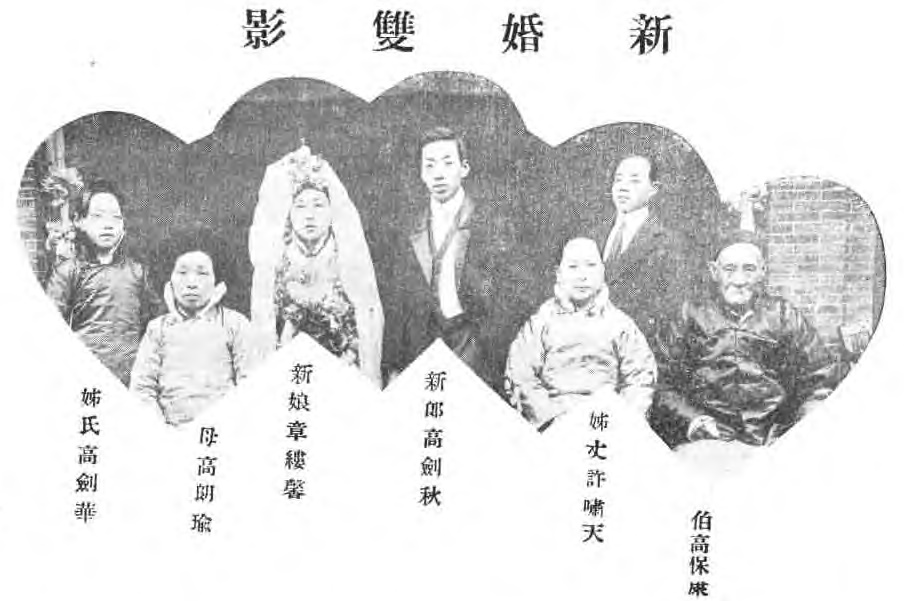

许啸天（1886年—1946年），名家恩，字泽斋，一作泽齐，号啸天，别署则华、黄帝子孙之嫡派、许则华、热血男儿许则华、海上闲人、啸天生、许天生等，浙江上虞人，中国近代作家、小说家。

## 生平
1903年，许啸天十七岁时剪辫子，追随徐锡麟、秋瑾、投身于反清革命，著《越恨》一书记他自己反清始末。1906年，秋瑾主持大通学堂时，许啸天在校教职。1907年，秋瑾遇害，许啸天逃亡上海，在章太炎等人编的《苏报》投稿，受到章太炎的赏识。参加戏剧“春柳社”、“春阳社”，后组织“人本戏社”、“文艺动员剧社”，编印《新剧杂志》。许啸天编戏剧《秋瑾》，1915年（民国四年）4月11日在上海、绍兴等地演出。还创作过新剧《粉墨登场》、《拿破仑》、《明末遗恨》、《黑籍冤魂》。1914年，许啸天和夫人高剑华创办《眉语》月刊。1919年后曾点校《黄梨洲集》等古典名著十余种，“五四运动”以后创作宫闱、武侠、社会之类小说，1926年他写就《清宫十三朝演义》，1928年又写就《唐宫二十朝演义》和《明宫十六朝演义》。另有小说《满清奇侠大观》、《民国春秋演义》、《天堂春梦》、《上海风月》等，著有散文集《呢喃集》，其他著作有《文哲史讲座》、《名言大辞典》、《中国文学史解题》等。抗战爆发，剧社解散，许啸天流亡于江苏、浙江、安徽、湖南、广西各省。1946年重返上海，在上海诚明文学院任教授，死于车祸。